# Григорівська гора
Григо́рівська гора́  — ботанічний заказник місцевого значення. Розташований у селі Григорівка Могилів-Подільського району Вінницької області.
Ділянка природної степової рослинності на схилах річки Котлубаївка.
Площа — 53,7 га. Утворений у 1999 р. (Рішення Вінницької обласної ради від 17.12.1999 р.). Перебуває у віданні Бронницької сільської ради.
У 2010 р. увійшов до складу Регіональний ландшафтний парк «Дністер».
Заказник розташований на схилі крутизною 20°, ґрунти світло-сірі, опідзолені, деградовані, сильно змиті з виходом кам'яних утворень на поверхню та сильно розгалуженою яружно-балковою мережею. Використовується як пасовище.
Зафіксовано місце зростання видів рослин, занесених до Червоної книги України та списку рідкісних рослин Вінницької області: сон чорніючий, фіалка запашна, горицвіт весняний, проліска дволиста тощо.

## Галерея

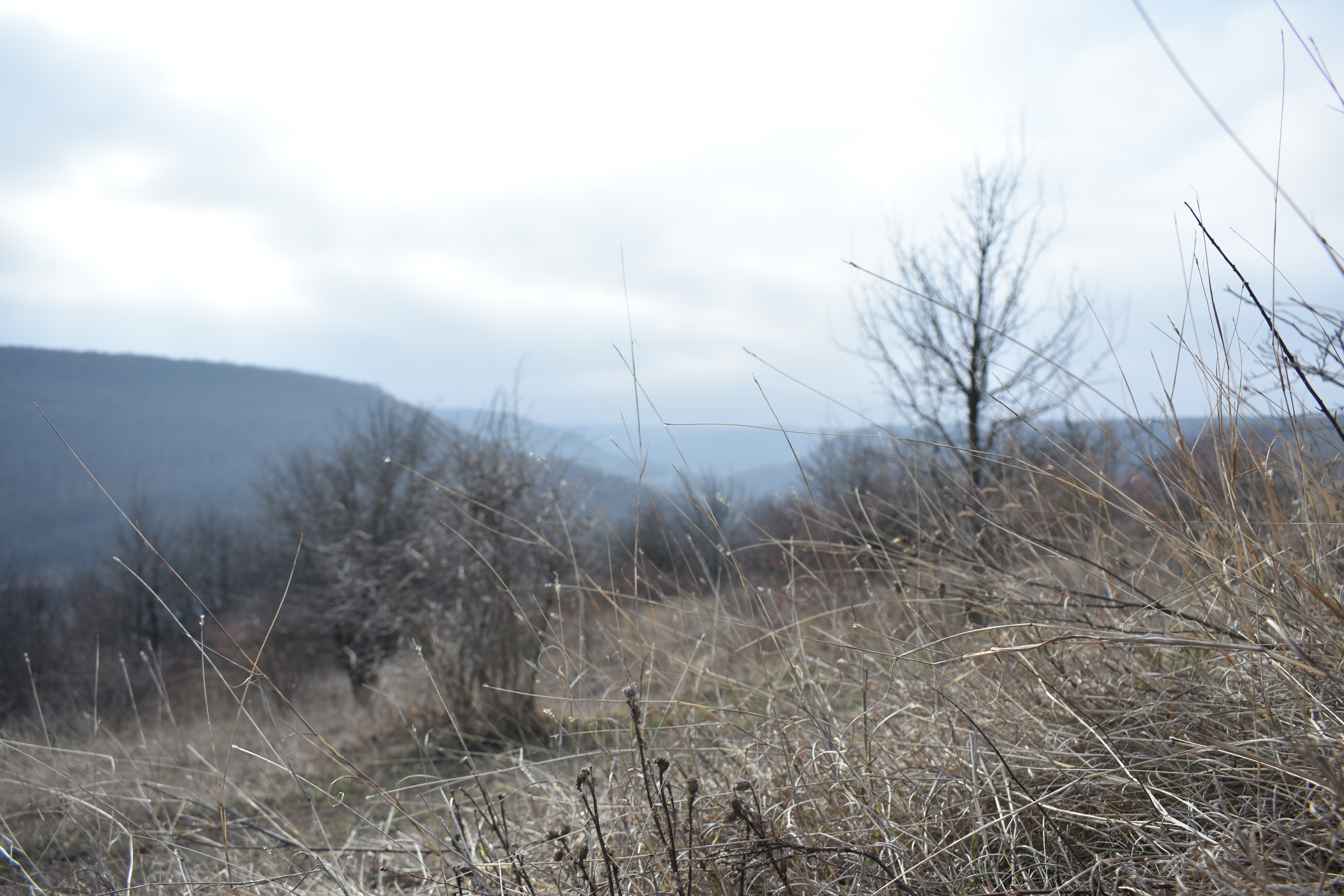
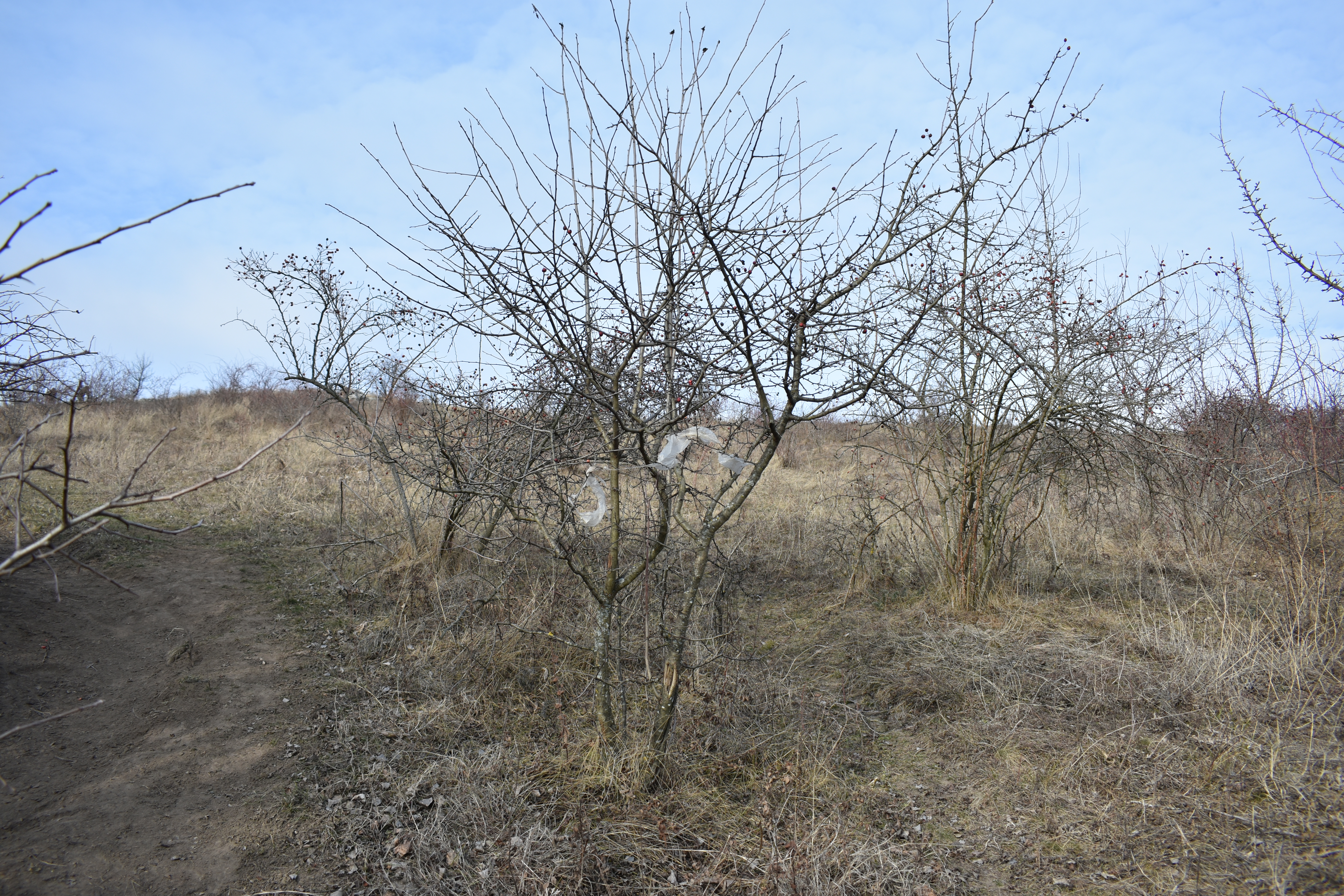
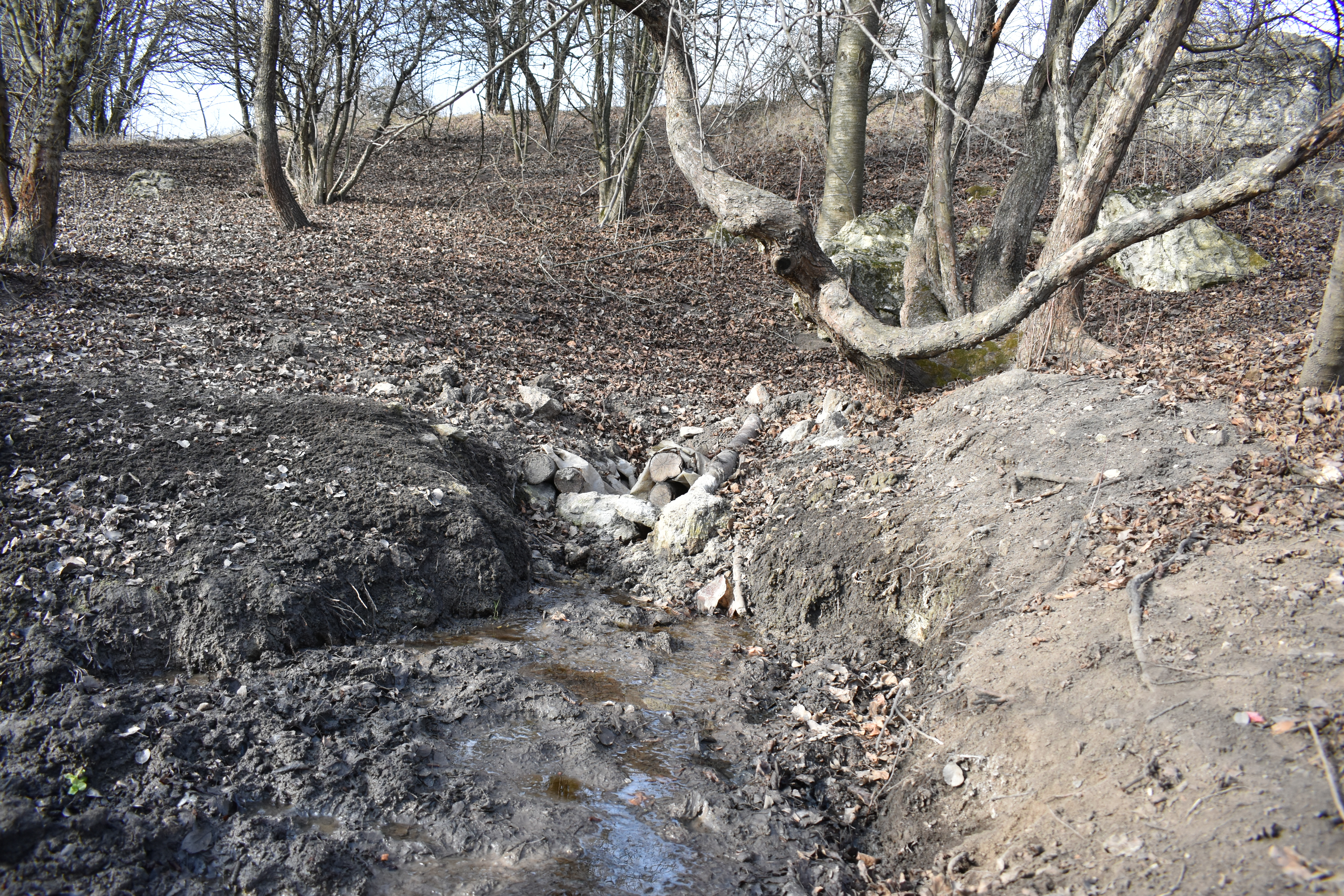
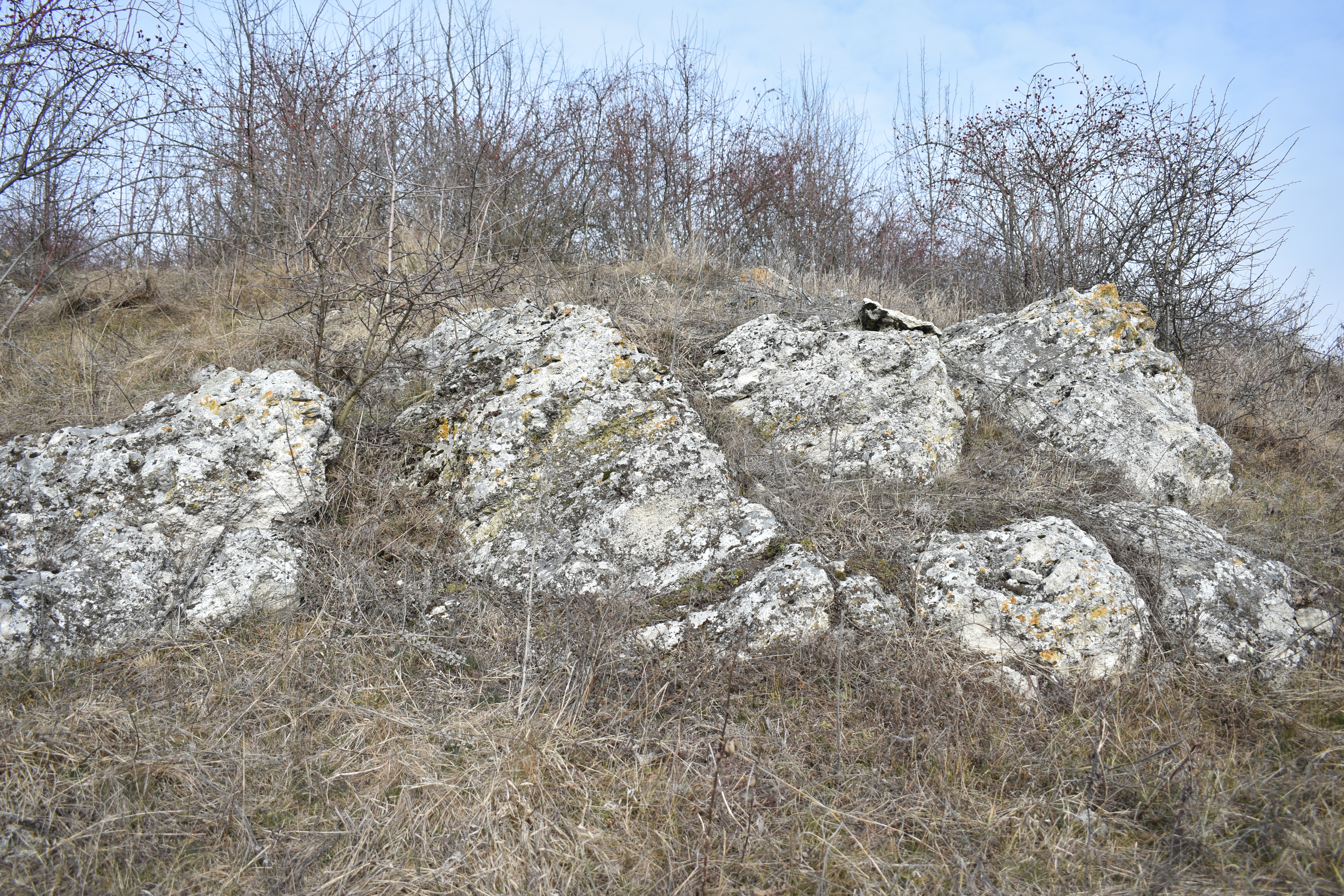